# Altermyth
Altermyth – indonezyjski producent gier komputerowych. Studio zostało założone w 2003 roku, a swoją siedzibę ma w Dżakarcie.
Jest jednym z dwóch największych producentów gier w kraju (drugim z nich jest Agate). Pierwszym sukcesem wytwórni stał się tytuł Inspirit-Arena, będący pierwszą indonezyjską grą online.